# Саар, Вяйно Александрович
Вяйно Александрович Саар — советский хозяйственный и государственный деятель, лауреат Государственной премии СССР за выдающиеся достижения в труде.

## Биография
Родился в 1942 году в Выру. Член КПСС.
В 1958—1989 годах — разнорабочий, строитель-монтажник, военнослужащий Советской армии, монтажник, бригадир комплексной бригады строительного управления № 4 треста «Таллинстрой».
Внес решающий вклад в тушение пожара на Таллинской телебашне в 1980 году. Саару удалось перерубить кабели высокого напряжения на 23 этаже телебашни и предотвратить катастрофическое распространение огня.
За большой личный вклад в повышение качества строительных работ, досрочный ввод в эксплуатацию объектов производственного и социально-культурного назначения был в составе коллектива удостоен Государственной премии СССР за выдающиеся достижения в труде 1986 года.
Народный депутат СССР (1989—1991). Делегат XIX конференции КПСС.
В 1990—2002 — бригадир строителей финско-эстонского строительного общества Wiklar.
Умер в Таллине в 2007 году.

## Награды
- Орден Дружбы народов